# Левченко Микита Васильович
Левченко Микита Васильович (1858, м. Севастополь — 1921 р.) — український революційний народник.

## З життєпису
Працював складачем у друкарнях Києва, Харкова, Одеси. У 1876 році зблизився з революційними народниками. Після розгрому народницької групи в Одесі перевіз до с. Пирогова (тепер у складі Києва) уціліле друкарське устаткування для підпільної друкарні.
Восени 1879 року був заарештований при спробі вивезти друкарню. У 1880 р. засуджений на 15 років каторги, яку відбував на Карі (Забайкалля, Східний Сибір). У 1905 р. повернувся до Європейської частини Росії, оселився у Саратові, де примкнув до партії есерів.